# Sveriges damlandskamper i fotboll 2015

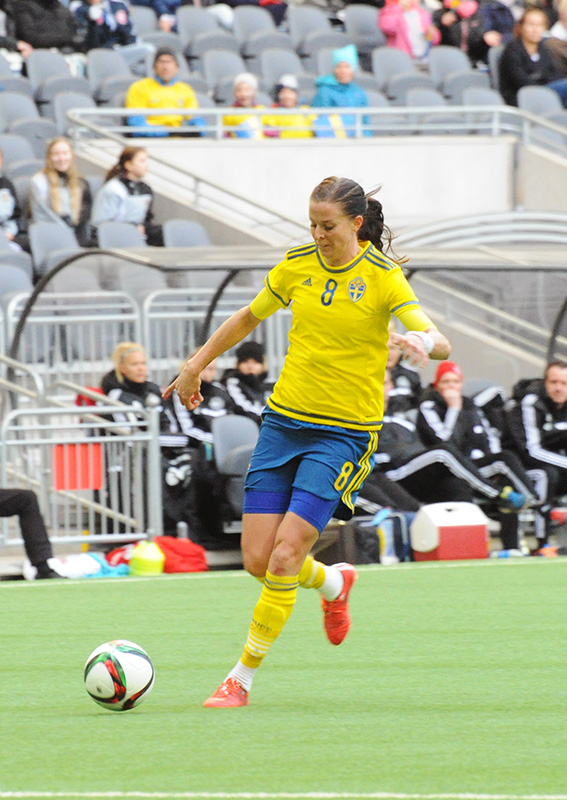
Lotta Schelin, bästa målgörare 2015, i match mot Danmark den 8 april 2015

Sveriges damlandskamper i fotboll 2015. Under säsongen 2015 var VM det stora mästerskapet, men det spelades även Algarve Cup, kvalmatcher till EM 2017, samt ett antal träningsmatcher.

## Träningslandskamper vinter
|             | 13 januari  | Norge                      | 2 – 3           | Sverige                                     | La Manga Club                                          |                                                        |
| 18:30 UTC+1 | 18:30 UTC+1 | Isabell Herlovsen 26′, 33′ | (2 – 0) Rapport | 48′, 60′ Kosovare Asllani 78′ Lotta Schelin | La Manga, Spanien Domare: Marta Frias Acwedo (Spanien) | La Manga, Spanien Domare: Marta Frias Acwedo (Spanien) |
| 18:30 UTC+1 | 18:30 UTC+1 |                            |                 |                                             | La Manga, Spanien Domare: Marta Frias Acwedo (Spanien) | La Manga, Spanien Domare: Marta Frias Acwedo (Spanien) |
| 18:30 UTC+1 | 18:30 UTC+1 |                            |                 |                                             | La Manga, Spanien Domare: Marta Frias Acwedo (Spanien) | La Manga, Spanien Domare: Marta Frias Acwedo (Spanien) |

|             | 12 februari | Finland | 0 – 3           | Sverige                                               | Eerikkilä Träningscenter                                       |                                                                |
| 16:00 UTC+2 | 16:00 UTC+2 |         | (0 – 1) Rapport | 8′ Lotta Schelin 63′ Olivia Schough 76′ Nilla Fischer | Tammela, Finland Publik: 183 Domare: Kirsi Heikkinen (Finland) | Tammela, Finland Publik: 183 Domare: Kirsi Heikkinen (Finland) |
| 16:00 UTC+2 | 16:00 UTC+2 |         |                 |                                                       | Tammela, Finland Publik: 183 Domare: Kirsi Heikkinen (Finland) | Tammela, Finland Publik: 183 Domare: Kirsi Heikkinen (Finland) |
| 16:00 UTC+2 | 16:00 UTC+2 |         |                 |                                                       | Tammela, Finland Publik: 183 Domare: Kirsi Heikkinen (Finland) | Tammela, Finland Publik: 183 Domare: Kirsi Heikkinen (Finland) |

## Algarve Cup

### Gruppspel
|             | 4 mars      | Tyskland                                | 2 – 4           | Sverige                                          | Complexo Desportivo, Vila Real de Santo António |                                               |
| 16:00 UTC±0 | 16:00 UTC±0 | Dzsenifer Marozsán 2′ Simone Laudehr 3′ | (2 – 1) Rapport | 30′, 71′ Caroline Seger 54′, 84′ Sofia Jakobsson | Publik: 769 Domare: Carina Vitulano (Italien)   | Publik: 769 Domare: Carina Vitulano (Italien) |
| 16:00 UTC±0 | 16:00 UTC±0 |                                         |                 |                                                  | Publik: 769 Domare: Carina Vitulano (Italien)   | Publik: 769 Domare: Carina Vitulano (Italien) |
| 16:00 UTC±0 | 16:00 UTC±0 |                                         |                 |                                                  | Publik: 769 Domare: Carina Vitulano (Italien)   | Publik: 769 Domare: Carina Vitulano (Italien) |

|             | 6 mars      | Sverige | 0 – 2           | Brasilien                    | Estádio Municipal de Lagos |                          |
| 13:30 UTC±0 | 13:30 UTC±0 |         | (0 – 1) Rapport | 20′ Marta 68′ Andressa Alves | Domare: Liang Qin (Kina)   | Domare: Liang Qin (Kina) |
| 13:30 UTC±0 | 13:30 UTC±0 |         |                 |                              | Domare: Liang Qin (Kina)   | Domare: Liang Qin (Kina) |
| 13:30 UTC±0 | 13:30 UTC±0 |         |                 |                              | Domare: Liang Qin (Kina)   | Domare: Liang Qin (Kina) |

|             | 9 mars      | Sverige                                                   | 3 – 0           | Kina | Complexo Desportivo, Vila Real de Santo António |                                      |
| 17:30 UTC±0 | 17:30 UTC±0 | Kosovare Asllani 4′ Lotta Schelin 33′ Sofia Jakobsson 40′ | (3 – 0) Rapport |      | Domare: Maria Belem Carvajal (Chile)            | Domare: Maria Belem Carvajal (Chile) |
| 17:30 UTC±0 | 17:30 UTC±0 |                                                           |                 |      | Domare: Maria Belem Carvajal (Chile)            | Domare: Maria Belem Carvajal (Chile) |
| 17:30 UTC±0 | 17:30 UTC±0 |                                                           |                 |      | Domare: Maria Belem Carvajal (Chile)            | Domare: Maria Belem Carvajal (Chile) |

### Match om tredjeplats
|             | 11 mars     | Sverige             | 1 – 2   | Tyskland                          | Estádio Municipal Bela Vista, Parchal |                          |
| 12:00 UTC±0 | 12:00 UTC±0 | Sofia Jakobsson 63′ | Rapport | 3′ Anja Mittag 52′ Alexandra Popp | Domare: Liang Qin (Kina)              | Domare: Liang Qin (Kina) |
| 12:00 UTC±0 | 12:00 UTC±0 |                     |         |                                   | Domare: Liang Qin (Kina)              | Domare: Liang Qin (Kina) |
| 12:00 UTC±0 | 12:00 UTC±0 |                     |         |                                   | Domare: Liang Qin (Kina)              | Domare: Liang Qin (Kina) |

## Träningslandskamper vår
|             | 5 april     | Sverige           | 1 – 3           | Schweiz                                                    | Tunavallen                                               |                                                          |
| 18:15 UTC+2 | 18:15 UTC+2 | Lotta Schelin 60′ | (0 – 2) Rapport | 23′ Ramona Bachmann 37′ Fabienne Humm 81′ Vanessa Bernauer | Eskilstuna Publik: 3 543 Domare: Riem Hussein (Tyskland) | Eskilstuna Publik: 3 543 Domare: Riem Hussein (Tyskland) |
| 18:15 UTC+2 | 18:15 UTC+2 |                   |                 |                                                            | Eskilstuna Publik: 3 543 Domare: Riem Hussein (Tyskland) | Eskilstuna Publik: 3 543 Domare: Riem Hussein (Tyskland) |
| 18:15 UTC+2 | 18:15 UTC+2 |                   |                 |                                                            | Eskilstuna Publik: 3 543 Domare: Riem Hussein (Tyskland) | Eskilstuna Publik: 3 543 Domare: Riem Hussein (Tyskland) |

|             | 8 april     | Sverige                                   | 3 – 3           | Danmark                                                                       | Tele2 Arena                                                    |                                                                |
| 17:30 UTC+2 | 17:30 UTC+2 | Lotta Schelin 30′, 62′ Caroline Seger 67′ | (1 – 0) Rapport | 53′ Julie Tavlo Petersson 56′ Sanne Troelsgaard Nielsen 90+3′ Pernille Harder | Stockholm Publik: 5 154 Domare: Stephanie Frappart (Frankrike) | Stockholm Publik: 5 154 Domare: Stephanie Frappart (Frankrike) |
| 17:30 UTC+2 | 17:30 UTC+2 |                                           |                 |                                                                               | Stockholm Publik: 5 154 Domare: Stephanie Frappart (Frankrike) | Stockholm Publik: 5 154 Domare: Stephanie Frappart (Frankrike) |
| 17:30 UTC+2 | 17:30 UTC+2 |                                           |                 |                                                                               | Stockholm Publik: 5 154 Domare: Stephanie Frappart (Frankrike) | Stockholm Publik: 5 154 Domare: Stephanie Frappart (Frankrike) |

|             | 30 maj      | Sverige                                | 2 – 1           | Nederländerna   | York University                                     |                                                     |
| 16:00 UTC−4 | 16:00 UTC−4 | Lotta Schelin 53′ Kosovare Asllani 60′ | (0 – 1) Rapport | 43′ Manon Melis | York, Kanada Domare: Marie-Soleil Beaudoin (Kanada) | York, Kanada Domare: Marie-Soleil Beaudoin (Kanada) |
| 16:00 UTC−4 | 16:00 UTC−4 |                                        |                 |                 | York, Kanada Domare: Marie-Soleil Beaudoin (Kanada) | York, Kanada Domare: Marie-Soleil Beaudoin (Kanada) |
| 16:00 UTC−4 | 16:00 UTC−4 |                                        |                 |                 | York, Kanada Domare: Marie-Soleil Beaudoin (Kanada) | York, Kanada Domare: Marie-Soleil Beaudoin (Kanada) |

## Världsmästerskapet

### Gruppspel
| 8           | 8 juni 2015 | Sverige                                                           | 3 – 3           | Nigeria                                                           | Winnipeg Stadium                                        |                                                         |
| 15:00 UTC−5 | 15:00 UTC−5 | Desire Oparanozie 20′ (sjm.) Nilla Fischer 30′ Linda Sembrant 59′ | (2 – 0) Rapport | 49′ Ngozi Okobi-Okeoghene 52′ Asisat Oshoala 86′ Francisca Ordega | Winnipeg Publik: 31 148 Domare: Ri Hyang-ok (Nordkorea) | Winnipeg Publik: 31 148 Domare: Ri Hyang-ok (Nordkorea) |
| 15:00 UTC−5 | 15:00 UTC−5 |                                                                   |                 |                                                                   | Winnipeg Publik: 31 148 Domare: Ri Hyang-ok (Nordkorea) | Winnipeg Publik: 31 148 Domare: Ri Hyang-ok (Nordkorea) |
| 15:00 UTC−5 | 15:00 UTC−5 |                                                                   |                 |                                                                   | Winnipeg Publik: 31 148 Domare: Ri Hyang-ok (Nordkorea) | Winnipeg Publik: 31 148 Domare: Ri Hyang-ok (Nordkorea) |

| 19          | 12 juni 2015 | USA | 0 – 0   | Sverige | Winnipeg Stadium                                          |                                                           |
| 19:00 UTC−5 | 19:00 UTC−5  |     | Rapport |         | Winnipeg Publik: 32 716 Domare: Sachiko Yamagishi (Japan) | Winnipeg Publik: 32 716 Domare: Sachiko Yamagishi (Japan) |
| 19:00 UTC−5 | 19:00 UTC−5  |     |         |         | Winnipeg Publik: 32 716 Domare: Sachiko Yamagishi (Japan) | Winnipeg Publik: 32 716 Domare: Sachiko Yamagishi (Japan) |
| 19:00 UTC−5 | 19:00 UTC−5  |     |         |         | Winnipeg Publik: 32 716 Domare: Sachiko Yamagishi (Japan) | Winnipeg Publik: 32 716 Domare: Sachiko Yamagishi (Japan) |

| 32          | 16 juni 2015 | Australien       | 1 – 1           | Sverige             | Commonwealth Stadium                                    |                                                         |
| 18:00 UTC−6 | 18:00 UTC−6  | Lisa De Vanna 4′ | (1 – 1) Rapport | 14′ Sofia Jakobsson | Edmonton Publik: 10 177 Domare: Lucila Venegas (Mexiko) | Edmonton Publik: 10 177 Domare: Lucila Venegas (Mexiko) |
| 18:00 UTC−6 | 18:00 UTC−6  |                  |                 |                     | Edmonton Publik: 10 177 Domare: Lucila Venegas (Mexiko) | Edmonton Publik: 10 177 Domare: Lucila Venegas (Mexiko) |
| 18:00 UTC−6 | 18:00 UTC−6  |                  |                 |                     | Edmonton Publik: 10 177 Domare: Lucila Venegas (Mexiko) | Edmonton Publik: 10 177 Domare: Lucila Venegas (Mexiko) |

### Slutspel

#### Åttondelsfinal
| 39          | 20 juni 2015 | Tyskland                                                           | 4 – 1           | Sverige            | TD Place Stadium                                      |                                                       |
| 16:00 UTC−4 | 16:00 UTC−4  | Anja Mittag 23′ Célia Šašić 35′ (str.), 77′ Dzsenifer Marozsán 87′ | (2 – 0) Rapport | 81′ Linda Sembrant | Ottawa Publik: 22 486 Domare: Ri Hyang Ok (Nordkorea) | Ottawa Publik: 22 486 Domare: Ri Hyang Ok (Nordkorea) |
| 16:00 UTC−4 | 16:00 UTC−4  |                                                                    |                 |                    | Ottawa Publik: 22 486 Domare: Ri Hyang Ok (Nordkorea) | Ottawa Publik: 22 486 Domare: Ri Hyang Ok (Nordkorea) |
| 16:00 UTC−4 | 16:00 UTC−4  |                                                                    |                 |                    | Ottawa Publik: 22 486 Domare: Ri Hyang Ok (Nordkorea) | Ottawa Publik: 22 486 Domare: Ri Hyang Ok (Nordkorea) |

## EM-kval
|             | 17 september | Moldavien | 0 – 3           | Sverige                                                    | Complexul sportiv raional                                    |                                                              |
| 16:00 UTC+3 | 16:00 UTC+3  |           | (0 – 2) Rapport | 1′ Olivia Schough 42′ Lotta Schelin 88′ Pauline Hammarlund | Orhei, Moldavien Publik: 250 Domare: Riem Hussein (Tyskland) | Orhei, Moldavien Publik: 250 Domare: Riem Hussein (Tyskland) |
| 16:00 UTC+3 | 16:00 UTC+3  |           |                 |                                                            | Orhei, Moldavien Publik: 250 Domare: Riem Hussein (Tyskland) | Orhei, Moldavien Publik: 250 Domare: Riem Hussein (Tyskland) |
| 16:00 UTC+3 | 16:00 UTC+3  |           |                 |                                                            | Orhei, Moldavien Publik: 250 Domare: Riem Hussein (Tyskland) | Orhei, Moldavien Publik: 250 Domare: Riem Hussein (Tyskland) |

|             | 22 september | Sverige                                           | 3 – 0           | Polen | Gamla Ullevi                                           |                                                        |
| 18:45 UTC+2 | 18:45 UTC+2  | Lina Hurtig 21′ Olivia Schough 52′ Malin Diaz 72′ | (1 – 0) Rapport |       | Göteborg Publik: 5 460 Domare: Morag Pirie (Skottland) | Göteborg Publik: 5 460 Domare: Morag Pirie (Skottland) |
| 18:45 UTC+2 | 18:45 UTC+2  |                                                   |                 |       | Göteborg Publik: 5 460 Domare: Morag Pirie (Skottland) | Göteborg Publik: 5 460 Domare: Morag Pirie (Skottland) |
| 18:45 UTC+2 | 18:45 UTC+2  |                                                   |                 |       | Göteborg Publik: 5 460 Domare: Morag Pirie (Skottland) | Göteborg Publik: 5 460 Domare: Morag Pirie (Skottland) |

|             | 27 oktober  | Sverige           | 1 – 0           | Danmark | Gamla Ullevi                                              |                                                           |
| 18:45 UTC+2 | 18:45 UTC+2 | Lotta Schelin 59′ | (0 – 0) Rapport |         | Göteborg Publik: 11 244 Domare: Kateryna Monzul (Ukraina) | Göteborg Publik: 11 244 Domare: Kateryna Monzul (Ukraina) |
| 18:45 UTC+2 | 18:45 UTC+2 |                   |                 |         | Göteborg Publik: 11 244 Domare: Kateryna Monzul (Ukraina) | Göteborg Publik: 11 244 Domare: Kateryna Monzul (Ukraina) |
| 18:45 UTC+2 | 18:45 UTC+2 |                   |                 |         | Göteborg Publik: 11 244 Domare: Kateryna Monzul (Ukraina) | Göteborg Publik: 11 244 Domare: Kateryna Monzul (Ukraina) |

## Sveriges målgörare 2015
- 8 mål: Lotta Schelin
- 5 mål: Sofia Jakobsson
- 4 mål: Kosovare Asllani
- 3 mål: Caroline Seger
- 2 mål:
  - Olivia Schough
  - Nilla Fischer
  - Linda Sembrant
- 1 mål:
  - Pauline Hammarlund
  - Lina Hurtig
  - Malin Diaz

### Fotnoter
1. ↑  Stark svensk vändning mot Tyskland. Läst 26 april 2015.
2. ↑  Marta sänkte Sverige i Algarve Cup. Läst 26 april 2015.
3. ↑  Effektivt Sverige besegrade Kina. Läst 26 april 2015.